# Meridian Energy
Die Firma Meridian Energy ist ein mehrheitlich staatseigenes Unternehmen in Neuseeland, das in der Energiewirtschaft und Energieversorgung des Landes tätig ist.

## Geschäftstätigkeiten
Das Unternehmen ist im Bereich der Erzeugung von erneuerbaren Energien tätig und betreibt Stand 2020 neun Wasserkraftwerke und drei Windkraftfarmen. Es versorgt zudem als Energieversorgungsunternehmen mit einem Anteil von 40 % den Hauptkunden New Zealand Aluminium Smelters, eine Aluminiumhütte im Süden der Südinsel, mit Strom und mit einem Anteil von 36 % die ländliche Landwirtschaft sowie mit einem Anteil von 24 % städtische Kunden.

## Geschichte
Meridian Energy wurde am 16. Dezember 1998 unter dem Namen Hydro Energy Limited gegründet und am 17. März 1999 in Meridian Energy Limited umbenannt.

## Shareholder
Das Unternehmen wird, obwohl es sich nur zu 51,02 % im Besitz des neuseeländischen Staates befindet, als sogenanntes State-Owned Enterprise von The Treasury, dem neuseeländischen Ministerium für Finanzen, geführt. Weitere 24,25 % sind über die New Zealand Central Securities Depository Limited im Besitz der Reserve Bank of New Zealand und die restlichen Anteile sind über weitere acht Unternehmen verteilt.
Meridian Energy wird am Aktienmarkt NZX Equity Market (NZSX) des New Zealand Exchange (Börse) mit verschiedenen Produkten gehandelt.